# الراس
الراس أو الرأس هو حي يقع في إمارة دبي في الإمارات العربية المتحدة ويبلغ عدد سكانها 8385 نسمة بمساحة 0.3 كيلومتر مربع، بحسب نشرة المكتب المركزي للإحصاء بدبي لعام 2023. يقع الحي في منطقة ديرة على خور دبي، وتتميز المنطقة بطابعها التراثي والتاريخي العريق فقد كانت مركزاً تجارياً وسياحياً هاماً منذ القدم، ولا زالت محتفظة بحاراتها القديمة المبنية على الطراز الإماراتي التقليدي ذات البيوت العربية المبنية من الطين والشوارع والأزقة الضيقة، وتشمل المعالم الهامة في الراس سوق الذهب بدبي، وسوق دبي للتوابل، وسوق الراس التقليدي الذي يعتبر من أقدم الأسواق في دبي، ومكتبة الراس العامة (المعروفة أيضاً بمكتبة دبي العامة)، وهي أقدم مكتبة عامة في دبي. افتتحها الشيخ راشد بن سعيد آل مكتوم عام 1963، لكنها أُغلقت للتجديدات عام 2019. وتشمل المتاحف الموجودة في المنطقة متحفًا مخصصًا للشاعر النبطي مبارك العكيلي. والراس تعني رأس اليابسة الممتد في البحر وهذا هو سبب تسميتها بهذا الاسم.
محطة مترو الراس على الخط الأخضر لمترو دبي تخدم المنطقة.

## صور

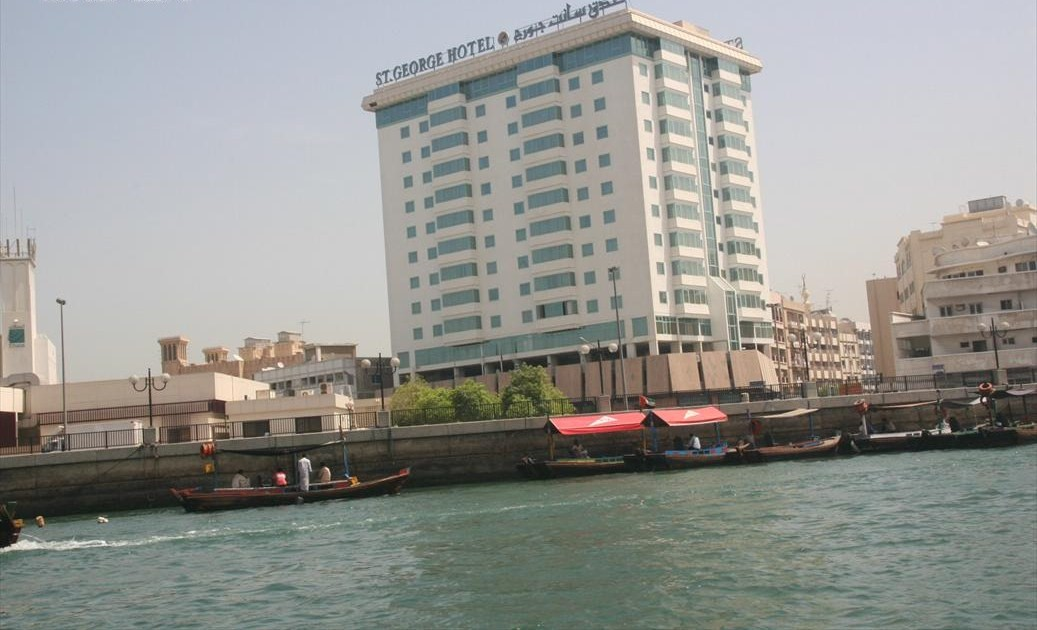
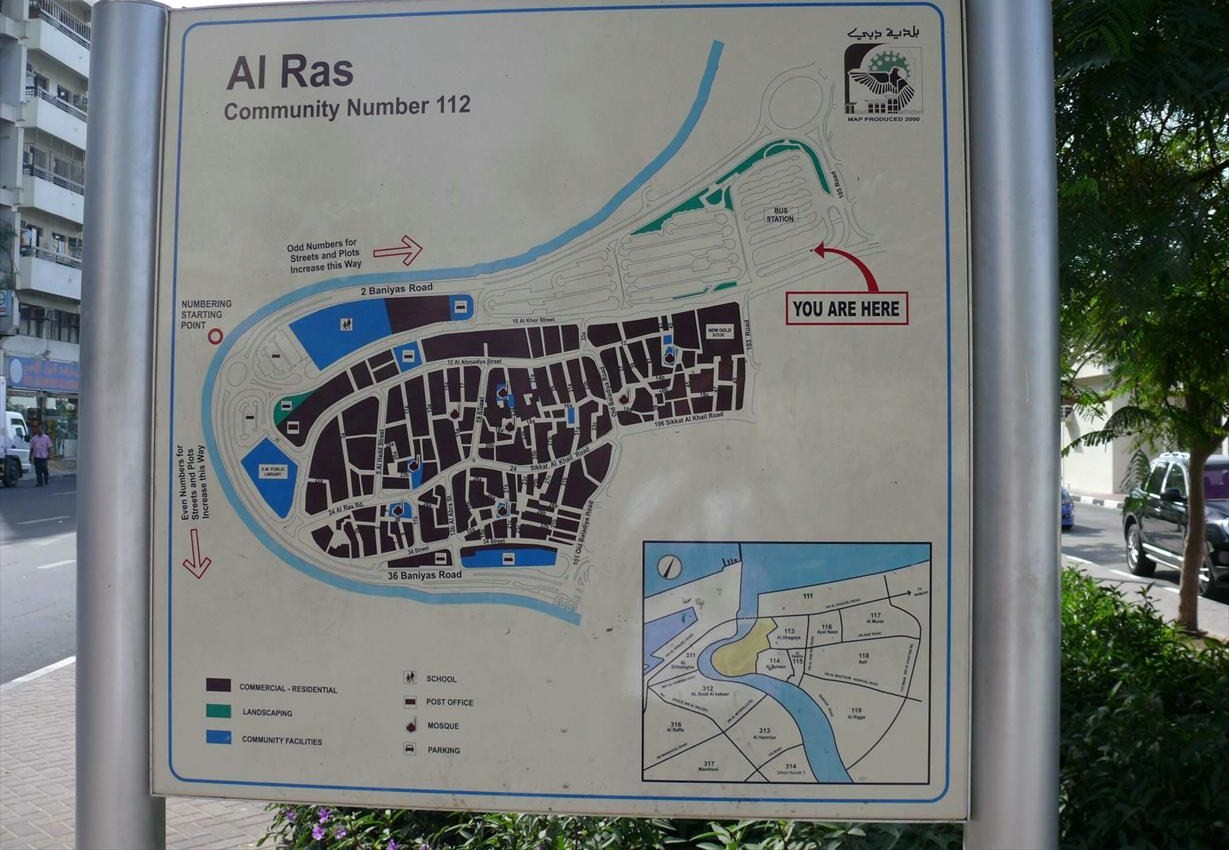
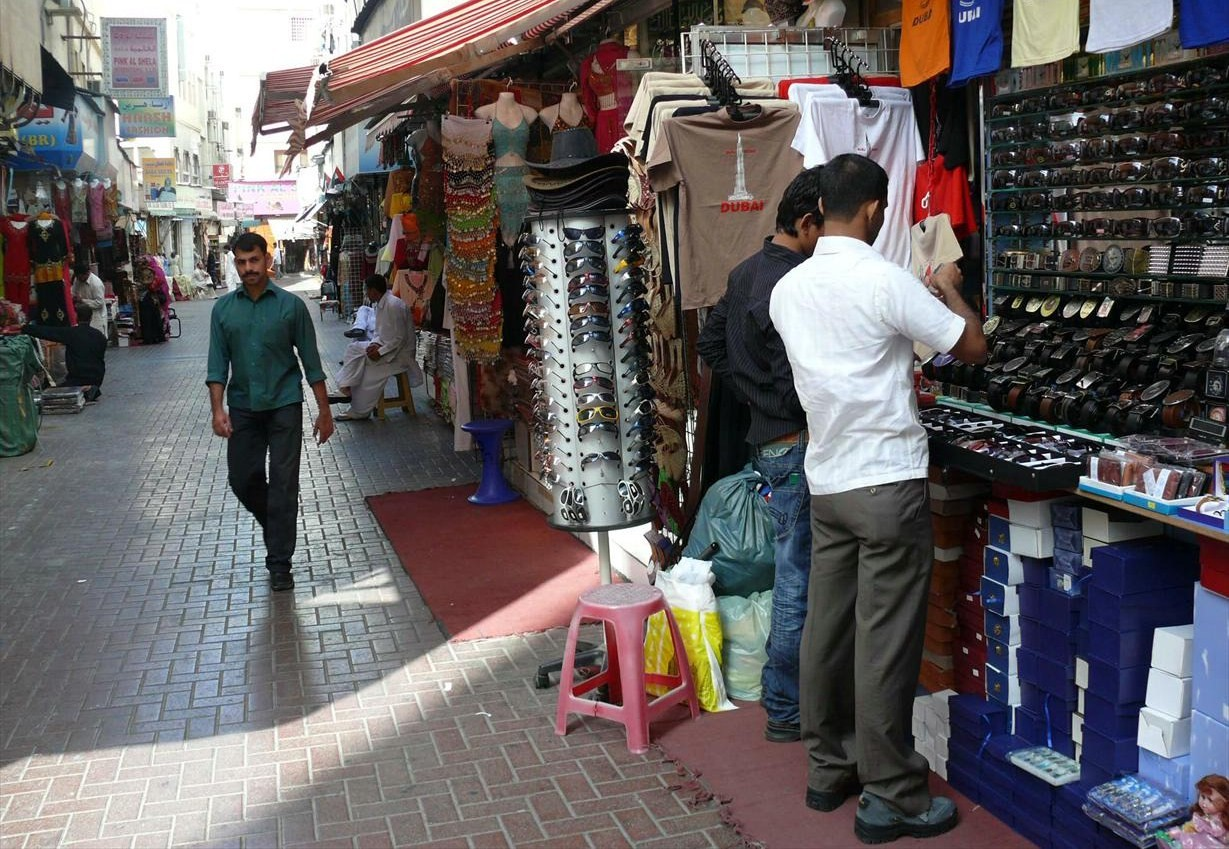
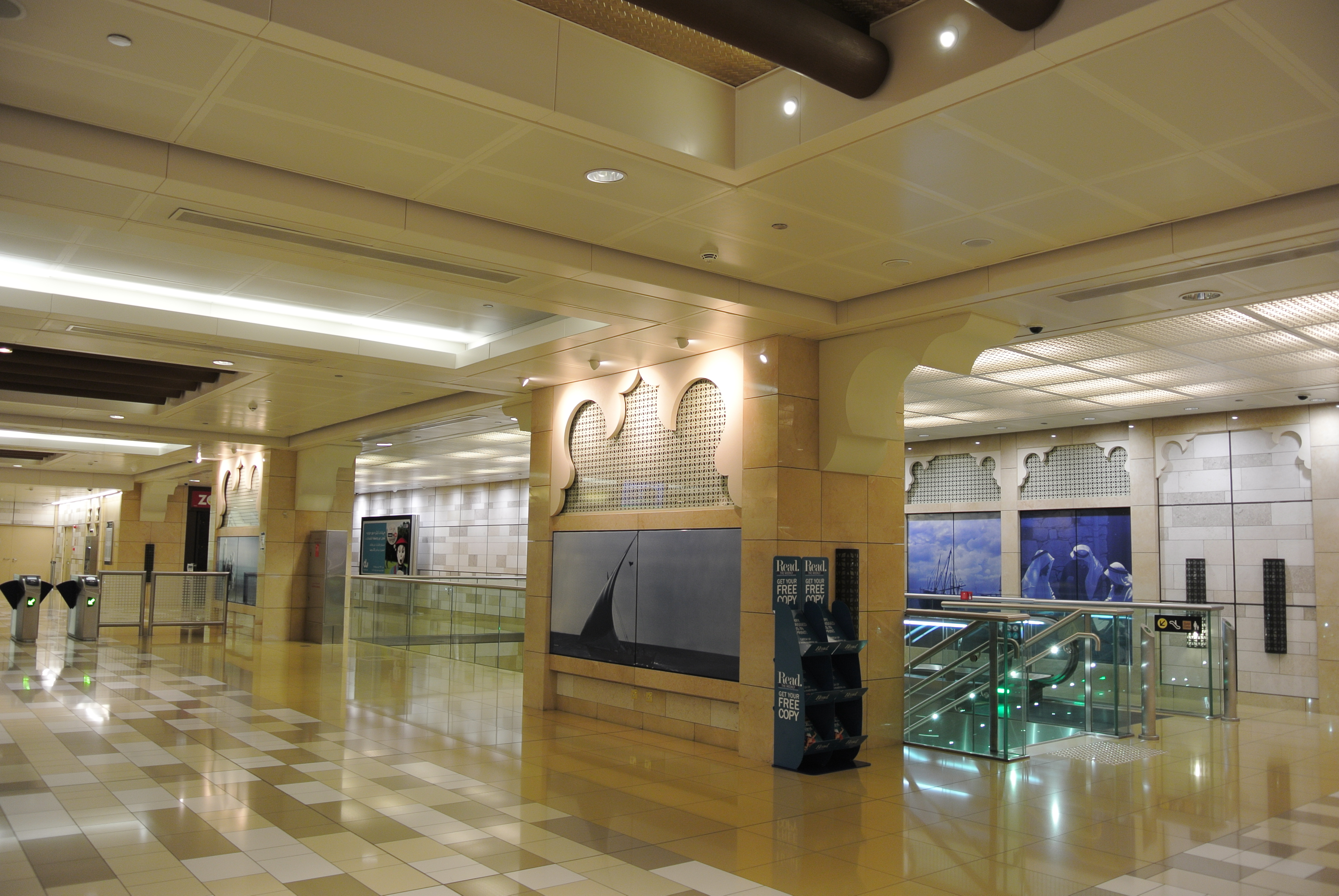
محطة الراس - مترو دبي